# Christian Ferdinand Friedrich Hochstetter
Christian Ferdinand Friedrich Hochstetter (Stoccarda, 16 febbraio 1787 – Reutlingen, 20 febbraio 1860) è stato un botanico tedesco, padre del geologo Ferdinand von Hochstetter.

## Biografia
Nel 1807 Hochstetter ricevette il suo grado di Master of Divinity a Tubinga. Mentre da studente, è diventato membro di un'organizzazione segreta guidata da Carl Ludwig Reichenbach (1788-1869) che aveva il progetto di stabilire una colonia ad Tahiti (Otaheiti-Gesellschaft). Nel 1808 l'organizzazione fu scoperta dalle autorità quindi i membri all'interno furono arrestati. Hochstetter fu imprigionato per un breve periodo.
Più tardi, trascorse sei mesi come insegnante in un istituto privato a Erlangen, e successivamente fu un tutore, per quattro anni, nella casa del ministro di Altenstein. Nel 1816 diventò pastore e ispettore scolastico a Brno, e in seguito si trasferì a Esslingen sul Neckar nel 1824. Organizzò, sempre Esslingen, Unio Itineraria (Negozio botanico) con Ernst Gottlieb von Steudel, che vendeva essenzialmente esemplari botanici.
Hochstetter pubblicò numerose opere sulla botanica, sulla mineralogia e sulla storia naturale, nonché sulla teologia e sull'istruzione.
Con Steudel (1783-1856) pubblicò un libro sulle specie botaniche della Germania e Svizzera chiamato Enumeratio plantarum Germaniae Helvetiaeque indigenarum e con Moritz August Seubert (1818-1878) pubblicò Flora Azorica, che parla della flora delle Azzorre. .
Il nome botanico Hochstetteria appartenente alla famiglia Asteraceae fu chiamato in suo onore.